# Deserta Grande
A Deserta Grande é a maior ilha do sub-arquipélago das Ilhas Desertas, parte integrante da Região Autónoma da Madeira, Portugal. Nesta ilha, tal como nas outras duas que compõem as Desertas, existe uma proporção de animais e plantas únicos, razão pela qual se encontra na primeira linha das prioridades do Governo Regional a preservação deste valioso património natural. A sua altitude máxima é de 488 m, com 11 700 m de comprimento e 1 900 m de largura máxima com uma área de aproximadamente 1 000 hectares.
A ilha está dividida em duas partes, assumindo a norte o estatuto de reserva parcial e a sul, reserva integral sendo proibida a navegação.

## Presença Humana
A Deserta Grande é a única das três ilhas que possui uma pequena nascente que só se encontra constante no Inverno. Todavia a sua colonização não foi possível devido às dificuldades de acesso, pois a ilha tem arribas escarpadas em todo o seu perímetro. É nesta ilha que se situa numa pequena fajã à beira mar, a casa de abrigo dos vigilantes da natureza do Parque Natural da Madeira, estrutura esta que recebe também os visitantes.
Ainda são visíveis vestígios de tentativas de ocupação para aproveitamento da ilha sob a forma  de eiras e ainda uma pequena casota de apoio à caça à baleia de onde se comunicavam o avistamento de cetáceos.

## Fauna e flora
Durante as tentativas de colonização destas ilhas foram introduzidas algumas espécies que rapidamente se tornaram invasoras e destrutivas para as espécies endémicas. Após a integração das ilhas Desertas no Parque Natural da Madeira, foram promovidos programas de erradicação das espécies invasoras. Na década de 1990 foi abatida a última cabra permitindo a recuperação da vegetação.
Duas das espécies presentes na ilha Deserta Grande são a ave marinha alma-negra (Bulweria bulwerii), constituindo a maior colónia do Atlântico ou até provavelmente de todo o planeta, e a tarântula-das-Desertas ou aranha-lobo das Desertas (Hogna ingens), uma aranha endémica.
No que respeita a mamíferos e à semelhança do das restantes ilhas do sub-arquipélago, regista-se a presença da foca-monge-do-mediterrâneo (Monachus monachus).
A planta Musschia isambertoi é endémica da ilha.